# ژانگ چیان

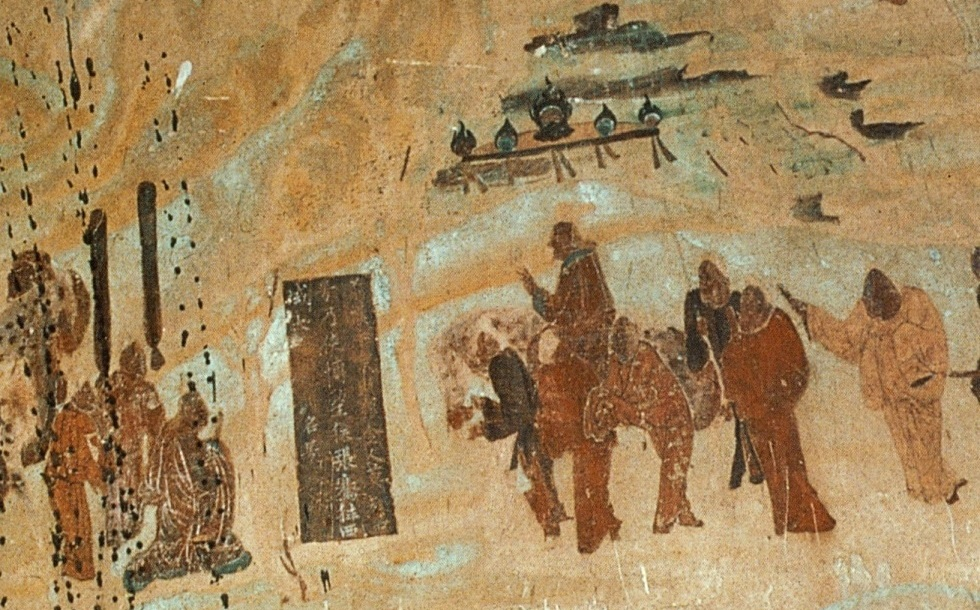
غارنگاره‌ای که سفر ژانگ چیان را نشان می‌دهد.

ژانگ چیان (چینی سنتی: 張騫، چینی ساده‌شده: 张骞)(زادهٔ ۱۹۵ پیش از میلاد- مرگ ۱۱۴ پیش از میلاد) سفیر وو امپراتور چین از دودمان هان در سرزمین‌های همسایهٔ شمال باختری این کشور در سدهٔ دوم پیش از میلاد بود. نام او در منابع مختلف به ریخت‌های چانک کی‌ین، جانگ چیان و چان تسیان هم نوشته شده‌است.
انگیزه این گسیلش برقراری رابطهٔ بازرگانی گسترده میان چین و دولت یونانی باختر بود. کوچ‌نشینان آسیای میانه در این میان دردسرهایی را پدید می‌آوردند و به کاروان‌های گذری می‌تاختند.

## گزارش
ژانگ چیان از سوی امپراتور به نزد یوئه‌چیها گسیل شد تا آنها را از تاراج کاروان‌ها بازدارد. وی پس از یک سال که در منطقهٔ خاور سیردریا در نزد آنان به سر برد ناکام به سوی چین روانه شد، ولی در راه بازگشت دو بار هونها به کاروان او تاختند و سرانجام او را به بند کشیدند. شانگ چیان ده سال در بند هون‌ها ماند تا اینکه سرانجام توانست از دست آنان بگریزد و در سال ۱۲۶ پیش از میلاد خود را به چین رساند.
اگرچه او در انجام مأموریت خود ناکام ماند ولی اطلاعاتی که او از سرزمین‌های شمال باختری چین با خود به چین برد بسیار مورد توجه دولت آن کشور قرار گرفت. این اطلاعات به لشکرکشی چینیان برای پس راندن هون‌ها در آینده یاری شایانی رساند. دیگر آنکه سفر ژانگ چیان راه میان چین و اروپا را گشود و زمینهٔ بازرگانی ابریشم چین را به روم هموار کرد. پدید آمدن راه ابریشم در آینده بدین طریق میسر شد.

## یونجه
طبق عقیدهٔ شایع زادگاه یونجه در آسیای میانه بوده و از قدیم کشت آن با اسبداری ملازمه داشته. مثلاً چینی‌ها کشت مزبور را از آسیای میانه اخذ کردند. چژان تسیان سیاح چینی در سال - ۱۲۶ پ.م. - تخم یونجه را از فرغانه به همراه نژاد خاصی از اسبان آسمانی که یونجه خوار بود به چین برد.